# Leopoldo Luque
Leopoldo Jacinto Luque (født 3. maj 1949 i Santa Fe, Argentina, død 15. februar 2021) var argentinsk fodboldspiller, der som angriber på Argentinas landshold var med til at vinde guld ved VM i 1978 på hjemmebane. Han scorede fire mål for argentinerne på vej mod titlen. Han deltog også ved Copa América 1975. I alt spillede han 45 landskampe og scorede 22 mål.
På klubplan spillede Luque for adskillige klubber i hjemlandet, dog mest nævneværdigt hos River Plate og Unión. Han havde også ophold i Brasilien hos Santos FC.